# Trioceros fuelleborni
Espèce
Synonymes
- Chamaeleon fuelleborni Tornier, 1900

Statut de conservation UICN

 LC  : Préoccupation mineure
Statut CITES
Trioceros fuelleborni est une espèce de sauriens de la famille des Chamaeleonidae.

## Répartition
Cette espèce est endémique du mont Ngosi en Tanzanie.

## Étymologie
Cette espèce est nommée en l'honneur de Friedrich Fülleborn (1866-1933).

## Publication originale
- Tornier, 1900 : Neue Liste der Crocodilen, Schildkröten und Eidechsen Deutsch-Ost-Afrikas. Zoologische Jahrbücher Abteilung für Systematik, Geographie und Biologie der Tiere, Jena, vol. 13, p. 579-681 (texte intégral).